# Велихов, Евгений Павлович (актёр)
Евгений Павлович Ве́лихов (11 [24] апреля 1907, Москва — 18 октября 1977, там же) — советский актёр театра и кино, театральный режиссёр. Народный артист РСФСР (1969), лауреат Сталинской премии первой степени (1951).

## Биография
Евгений Велихов родился в семье профессора МИИТ П. А. Велихова. Учился в 1922—1925 годах в Высших театральных мастерских при Малом театре, одновременно являясь актёром вспомогательного состава театра. В 1926 году был переведён в основной состав.
Умер 18 октября 1977 года. Похоронен в Москве на Введенском кладбище (8 уч.).

## Признание и награды
- орден Трудового Красного Знамени (04.11.1974)
- орден «Знак Почёта» (26.10.1949)
- заслуженный артист РСФСР (26.10.1949)
- народный артист РСФСР (1969)
- Сталинская премия первой степени (1951) — за исполнение роли генерала А. П. Родзянко в спектакле «Незабываемый 1919-й» Вс. В. Вишневского[2]

## Творчество

### Роли в театре
- 1924 — «Ревизор» Н. В. Гоголя — Люлюков, позже (1926) Свистунов
- 1926 — «Любовь Яровая» К. А. Тренёва — Барон
- 1931 — «Не было ни гроша, да вдруг алтын» А. Н. Островского — Баклушин
- 1932 — «Плоды просвещения» Л. Н. Толстого — Барон Клинген
- 1935 — «Отелло» У. Шекспира — Дож Венеции
- 1937 — «Коварство и любовь» Ф. Шиллера — Вурм
- 1939 — «Евгения Гранде» О. де Бальзака — Крюшо
- 1941 — «Без вины виноватые» А. Н. Островского — Миловзоров
- 1943 — «Пигмалион» Дж. Б. Шоу — полковник Пикеринг
- 1945 — «Женитьба Белугина» А. Н. Островского — Агишин
- 1947 — «Варвары» М. Горького — Монахов
- 1947 — «Русский вопрос» К. М. Симонова — Харди
- 1948 — «Коварство и любовь» Ф. Шиллера — Вурм[3]
- 1949 — «Наш современник» К. Г. Паустовского — граф Воронцов
- 1949 — «Незабываемый 1919-й» В. В. Вишневского — генерал Родзянко
- 1951 — «Без вины виноватые» А. Н. Островского — Муров
- 1953 — «Стакан воды» Э. Скриба — лорд Болингброк
- 1958 — «Ярмарка тщеславия» по роману У. Теккерея — Кукольник
- 1960 — «Иванов» А. П. Чехова — граф Шабельский
- 1962 — «Маскарад» М. Ю. Лермонтова — Казарин
- 1964 — «Дачники» М. Горького — Шалимов
- 1969 — «Отцы и дети» по роману И. С. Тургенева — Павел Петрович Кирсанов
- 1969 — «Человек и глобус» В. Лаврентьева — Франклин Рузвельт
- 1970 — «Эмигранты» А. В. Софронова — Ряжских
- 1972 — «Перед заходом солнца» Г. Гауптмана — Гайгер
- 1973 — «Царь Фёдор Иоаннович» А. К. Толстого — Дионисий
- 1974 — «Средство Макропулоса» Б. Нушича — Гаук Шендорф
- 1974 — «Летние прогулки» А. Салынского — Ольховцев
- 1976 — «Униженные и оскорбленные» по роману Ф. М. Достоевского — князь Валковский

### Постановки в театре
- 1942 — «Осада мельницы» по Э. Золя (совместно с М. И. Царёвым)[4]
- 1947 — «За Камой-рекой» по В. А. Тихонову
- 1952 — «Васса Железнова» по М. Горькому (совместно с К. А. Зубовым)
- 1955 — «Макбет» по Шекспиру (совместно с К. А. Зубовым)
- 1961 — «Взрыв» по И. М. Дворецкому
- 1966 — «Стакан воды» по Э. Скрибу
- 1976 — «Униженные и оскорблённые» по Ф. М. Достоевскому

### Фильмография
- 1946 — Беспокойное хозяйство — генерал Риттенбах
- 1953 — Варвары. Сцены в уездном городе — Монахов Маврикий Йосипович, акцизный надзиратель
- 1957 — Стакан воды — Болингброк (а также автор сценария телеспектакля)
- 1957 — Пигмалион — полковник Пикеринг
- 1958 — Олеко Дундич — генерал Жобер
- 1960 — Евгения Гранде — де Бонфон
- 1966 — Дачники — Яков Петрович Шалимов
- 1966 — Лабиринт — Президент
- 1974 — Перед заходом солнца — профессор Гайгер
- 1974 — Отцы и дети — Павел Петрович Кирсанов
- 1976 — Ярмарка тщеславия — Кукольник
- 1978 — Капитанская дочка — Андрей Петрович Гринёв